# Arnaccio
Arnaccio è un centro abitato del comune italiano di Cascina, nella provincia di Pisa, in Toscana.

## Geografia fisica
Arnaccio è il centro abitato che sorge più isolato rispetto agli altri all'interno del territorio comunale di Cascina. La località si sviluppa lungo la Strada Statale 67 bis dell'Arnaccio e analogamente lungo il canale Arnaccio, antico fosso destinato a proteggere le pianure pisane e livornesi, nel punto più occidentale del comune, al confine con i territori di Pisa e di Collesalvetti (LI). Area storicamente umida, presenta ancora oggi i canali artificiali di deflusso per la regimazione idraulica.
Arnaccio dista circa 10 km dal capoluogo comunale e circa 12 km da Pisa.

## Storia
La località, abitata in epoca romana, rimase tuttavia abbandonata e spopolata per molti secoli, date le caratteristiche umide, quasi paludose, di questa pianura frequentemente alluvionata, che impedirono lo sviluppo dell'economia e delle attività agricole. La piana, che costituisce un importante punto nodale, in quanto posta al confine tra Livorno, Pisa e Cascina, fu oggetto nei secoli di numerosi studi: anche Leonardo da Vinci se ne era occupato ed aveva redatto una mappa della pianura pisana. Il fosso, scavato nel corso del tardo XVI secolo, con la chiusa del c.d. "Trabocco" delle Fornacette doveva deviare parte delle piene dell'Arno verso il Calambrone. Le prime consistenti opere di bonifica, tuttavia, furono effettuate sul finire del XVIII secolo, quando venne costruita l'idrovora sul canale Arnaccio, che permise un netto miglioramento della situazione di deflusso delle acque grazie anche a sistemi di canali in buona parte ancora oggi esistenti. Due furono i principali fossi realizzati per far defluire le acque dell'Arno, dopo il 1761, il fosso sinistro di Rio del Pozzale e quello destro di Fossa Chiara, detto anche antifosso d'Arnaccio, mentre l'alveo dell'antico Arnaccio fu interrato per costruirvi sopra la strada delle Colmate ora conosciuta come Arnaccio.
La località si presenta oggi come un moderno borgo agricolo, sviluppatosi lungo il canale ed al crocevia di due importanti strade statali che la collegano a nord con Pisa, ad ovest con Livorno, a sud con Collesalvetti e ad est con Cascina.

## Monumenti e luoghi d'interesse
- Chiesa dell'Arnaccio, edificio di culto della centro abitato, risale al XIX secolo ed è caratterizzata da una semplice facciata, sormontata da timpano con richiami neoclassici.[2] Pregevole il piccolo campanile a vela.[2]
- Idrovora dell'Arnaccio, imponente idrovora del tardo XVIII secolo, si trova ad ovest del centro di Arnaccio, presso la località del Biscottino, quasi al confine con il comune di Collesalvetti.[3] La struttura è ancora oggi attiva e proprietà del consorzio bonifica di Pisa.[5]

## Infrastrutture e trasporti
Arnaccio si collega molto facilmente a Livorno grazie alla SS67 bis, ed a Pisa con la SR206 in direzione Nord. Oltretutto è collegata anche alla frazione di Navacchio con la SP24, che finisce il suo tratto proprio lungo la strada che va a Pisa.